# Ferrari Daytona
Ferrari Daytona är en sportbil, tillverkad av den italienska biltillverkaren Ferrari mellan 1968 och 1974.

## Bakgrund
Daytonan ersatte 275 GTB/4 som företagets Berlinetta, vagnen för kunden som ville använda sin sportbil för seriös racing. Namnet Daytona användes aldrig av Ferrari själva i officiella sammanhang. Den döptes så av media för att påminna om Ferraris seger i Daytona 24-timmars 1967. Bilen byggde på tekniken från företrädaren, med individuella hjulupphängningar runt om och transaxel, det vill säga växellåda monterad bak vid differentialen. Karossen byggdes av Scaglietti och hade motorhuv, baklucka och dörrar av aluminium för att hålla nere vikten.
Ferrari Daytona ansågs allmänt vara Ferraris svar på succén Lamborghini Miura, som presenterades i Genève två år tidigare. Även om Daytonan var mer konservativt byggd med frontmotor, till skillnad från Miura som hade mittmonterad motor, var den med sin toppfart runt 280 km/h och toppklassiga vägegenskaper en av världens snabbaste bilar för landsvägsbruk.
Ferrari Daytona efterträddes av den mittmotormonterade Berlinetta Boxer. Bortsett från de 2+2-sitsiga 400- och 412-modellerna, dröjde det ända till 1996 innan Ferrari återigen tillverkade en tvåsitsig supersportvagn med frontmonterad motor i och med modellen 550 Maranello.

## Motor
Motorn var en utveckling av Colombo-motorn från övriga 365-serien. För att bättre passa som tävlingsmotor var den försedd med dubbla överliggande kamaxlar, sex förgasare och torrsumpsmörjning.
| Modell  | Motor               | Cylindervolym | Effekt | Bränslesystem              |
| ------- | ------------------- | ------------- | ------ | -------------------------- |
| Daytona | 12-cyl V-motor dohc | 4390 cm³      | 352 hk | 6 st Weber 40DCN förgasare |

## 365 GTB/4
Coupén presenterades på Bilsalongen i Paris 1968. Den hade klassiska sportvagnsproportioner med lång motorhuv, liten kupé och kort bakre överhäng. Tidiga bilar hade dubbla strålkastare placerade bakom en transparent plastkåpa, men amerikanska regler tvingade Ferrari att ersätta dessa med pop up-strålkastare på USA-marknaden. Från 1971 infördes pop up-strålkastare på alla marknader.
Produktionen uppgick till 1 383 exemplar.

## 365 GTS/4
På Frankfurt-salongen 1969 introducerades den öppna spidern. Denna tillverkades endast i 125 exemplar. Kombinationen utbud och efterfrågan har dock medfört att många ägare av en coupé själva i efterhand har monterat bort taket. Dessa bilar kan ändå inte ses som äkta spiders och uppbringar långt ifrån samma värde som spiders i original.

## Motorsport
SEFAC hade lämnat sportvagnsracingens GT-klass i mitten av 1960-talet för att fokusera på sportvagnsprototyper istället. Efter den framgångsrika säsongen 1973 övergav fabriksstallet sportvagnarna helt för att koncentrera sig på formel 1 och överlät på privatteamen att försvara Ferraris färger. Luigi Chinettis NART-team hade tävlat med modellen redan 1969, men trots att Daytonan var dåtidens snabbaste sportbil var för tung för att vara konkurrenskraftig. Som svar på privatteamens efterfrågan byggde Ferrari en ren tävlingsversion, kallad 365 GTB/4 Competizione i sammanlagt 15 exemplar i tre serier mellan 1971 och 1973. Den franske Ferrari-agenten Charles Pozzis stall var mest framgångsrikt, med seger i Tour de France 1972 samt tre raka klassegrar i Le Mans 24-timmars mellan 1972 och 1974.

## Bilder

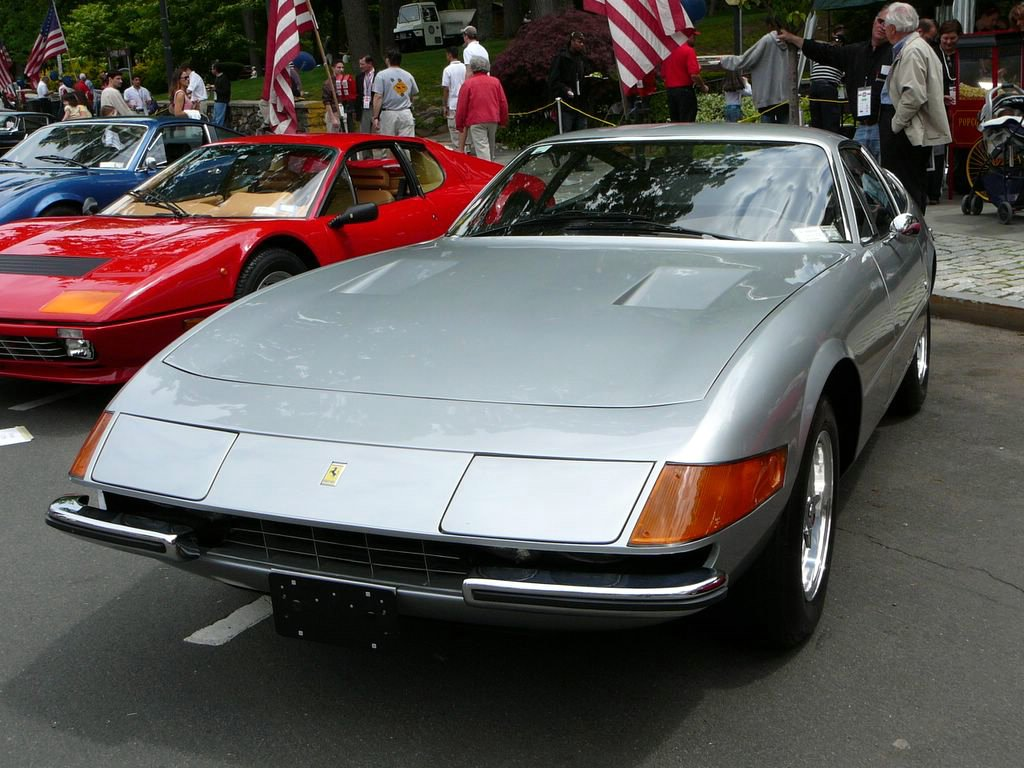
GTB/4
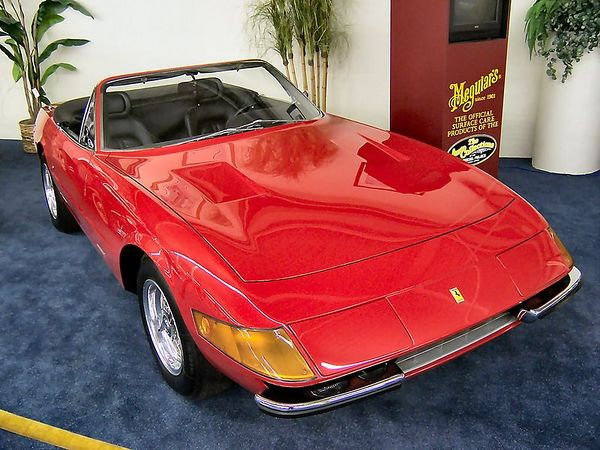
GTS/4
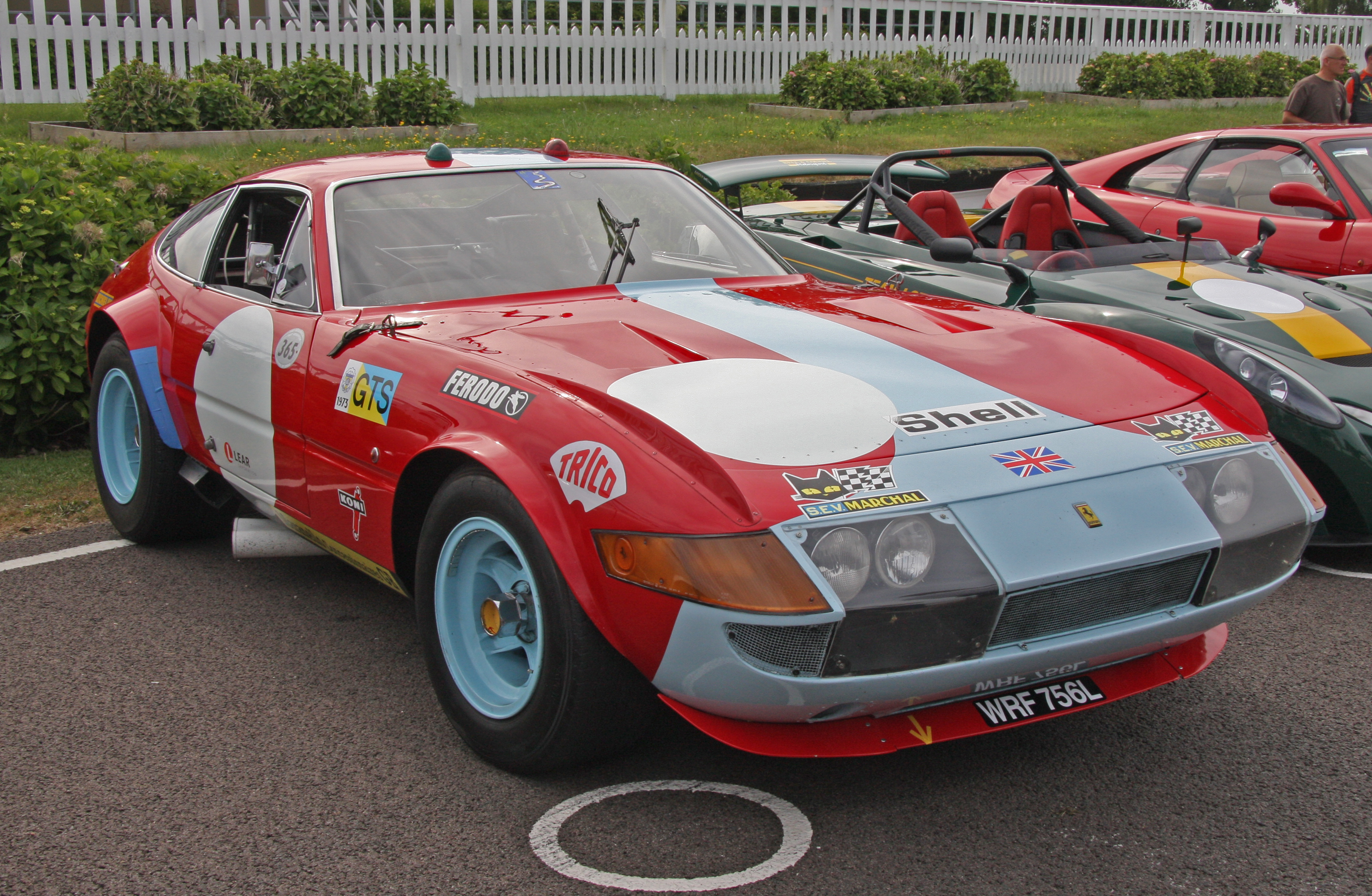
GTB/4 Competizione